# Elefantentor (Zoologischer Garten Berlin)

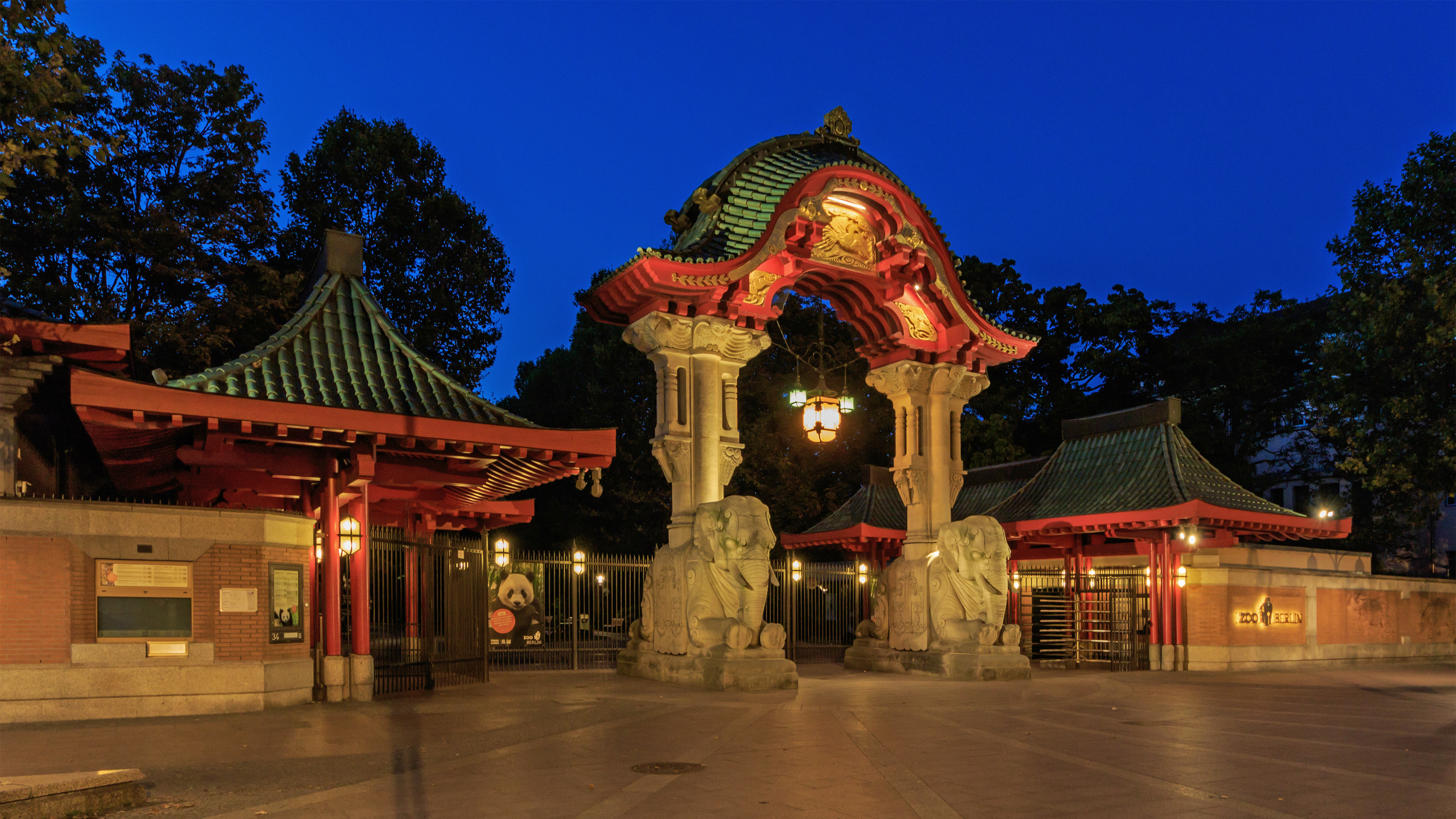
Das Elefantentor, 2017

Das Elefantentor ist einer von zwei öffentlichen Haupteingängen des Zoologischen Gartens in Berlin. Es steht an der Budapester Straße im Ortsteil Tiergarten des Bezirks Mitte in unmittelbarer Nähe zum Zoo-Aquarium. Das von 1983 bis 1984 im ostasiatischen Stil errichtete Tor erhält seinen Namen durch zwei lebensgroße liegende Elefanten aus Sandstein, die ein Pagodendach aus rotem Holz, goldenen Ornamenten und grünglasierten Ziegeln tragen. Die Rekonstruktion basiert auf dem gleichnamigen Originalbau aus dem Jahr 1899, der während des Zweiten Weltkriegs zerstört wurde. Heute zählt das Tor zu den Wahrzeichen des Zoologischen Gartens und steht unter Denkmalschutz.

## Originalbau
Aufgrund einer veränderten Verkehrssituation war gegen Ende des 19. Jahrhunderts der Haupteingang des Zoologischen Gartens verlegt worden. Dieser befand sich nun bei der Kasse an der heutigen Budapester Straße, wo zur damaligen Zeit nur ein altes Fasanenmeisterhäuschen vorzufinden war. Um den provisorischen Eingangsbereich für die Besucher attraktiver zu gestalten, schrieb die Zooverwaltung einen öffentlichen Wettbewerb aus, an dem sich 20 Architekten und Architektengemeinschaften beteiligten.

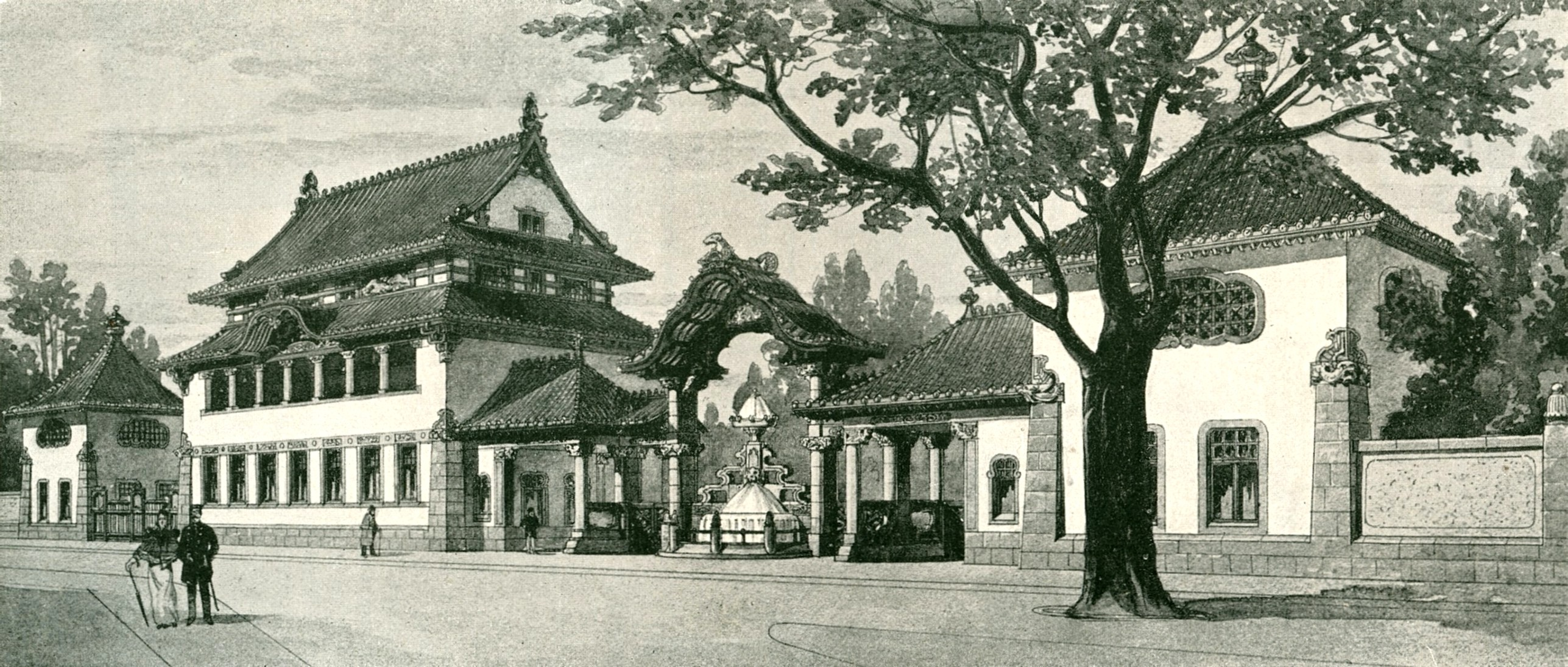
Ursprünglicher Entwurf für den Haupteingang von Zaar und Vahl (Berliner Architekturwelt, 1898)

Es setzte sich der Entwurf der bereits mit Zoobauten erfahrenen Architekten Carl Zaar und Rudolf Vahl durch. Dieser sah ein dreibögiges Tor im japanischen Stil vor, unter dessen mittleren hohen Torbogen ein großer Springbrunnen errichtet werden sollte. Direkt an den Bau anschließen sollten zwei Pförtnerhäuser mit Wohnungen, ein zusätzliches Verwaltungsgebäude mit weiteren Wohnungen für Zoobedienstete sowie ein zweigeschossiges Fahrradhaus. Auch diese sollten im japanischen Stil mit roten Holzteilen, grün glasierten Ziegeln und geschwungenen Dächern sowie goldfarbenen Ornamenten errichtet werden.

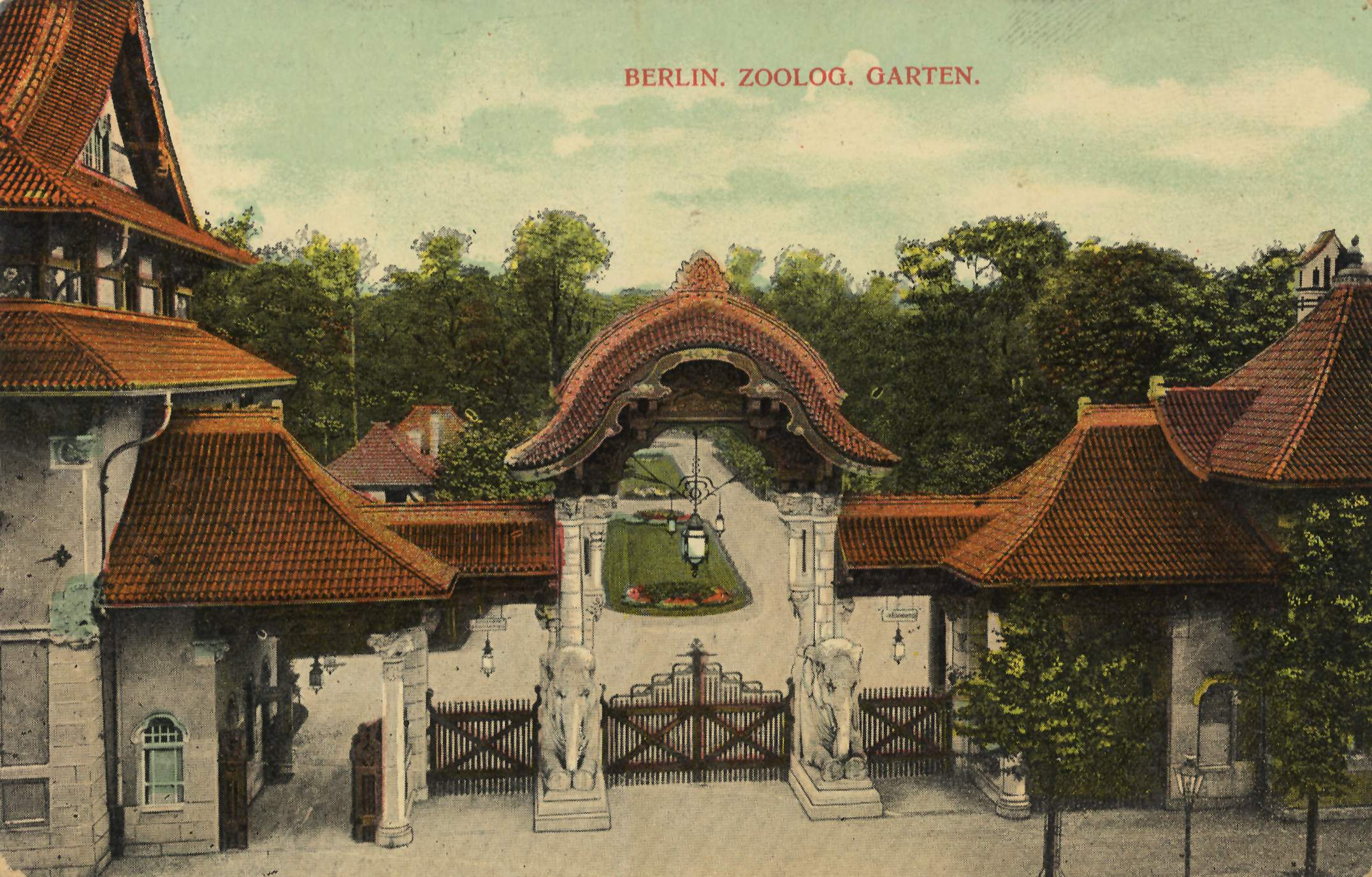
Postkarte aus dem Jahr 1912

Da der Springbrunnen viel Raum eingenommen hätte, wurde dieser später zugunsten von zwei überlebensgroßen, steinernen Elefantenskulpturen verworfen, die ein schweres, hölzernes Tor einrahmten. Die liegenden Indischen Elefanten bestanden aus Sandstein und trugen den orientalischen Dachaufbau. Vom mittleren Torbogen hing eine Dreier-Laterne hinab. Obwohl sich Kritiker über die „fremdländischen Stilarten“ des Entwurfes empörten, dem am – damals hier noch verlaufenden – Kurfürstendamm eine geschlossene Front moderner Mietshäuser gegenüberlag, entstand der Portal- und Verwaltungskomplex 1899. Die steinernen Elefanten wurden 1898 von dem Hannoveraner Bildhauer Wilhelm Mues gefertigt. Die Baukosten betrugen insgesamt 277.336 Mark (kaufkraftbereinigt in heutiger Währung: rund 2.307.000 Euro).
Ein Aquarell des Bauprojekts von Zaar und Vahl wurde 1900 auf der Pariser Weltausstellung gezeigt. Das Elefantentor, in unmittelbarer Nähe zur Kaiser-Wilhelm-Gedächtnis-Kirche gelegen, sollte sich in den folgenden Jahrzehnten zu einem Wahrzeichen des Berliner Zoos entwickeln.
Auch der angrenzende Wirtschaftshof wurde bei seinem Umbau an den Stil des Elefantentors und der übrigen Verwaltungsgebäude angepasst, weshalb man auch später vom „Japanischen Viertel“ sprechen sollte.

## Zerstörung und Wiederaufbau
Die nächsten vier Jahrzehnte blieb die Anlage nach außen hin unverändert, ehe der Komplex während des Zweiten Weltkriegs im November 1943 durch Brandbomben zerstört wurde. An Stelle des Elefantentores wurden nach Kriegsende zwei quaderförmige, mit Rauputz verkleidete Kassenhäuschen als Provisorium errichtet, die von Fritz Behns Granitskulptur des Gorillas Bobby sowie zwei von Paul Zoeller geschaffenen steinernen Löwen aus Rüdersdorfer Kalkstein ergänzt wurden. Die Löwenskulpturen hatten zuvor das alte Löwenportal gegenüber dem Bahnhof Zoologischer Garten gebildet – das Gelände war dem Senat abgetreten worden, wo der Hardenbergplatz entstand.
Ein originalgetreuer Wiederaufbau des Elefantentores konnte erst nach der Errichtung bzw. Modernisierung der Tierhäuser, Gehege und gärtnerischen Anlagen durch Zoodirektor Heinz-Georg Klös Anfang der 1980er Jahre in Auftrag gegeben werden. Da die Verwaltung und der Wirtschaftshof seit langer Zeit an anderer Stelle angesiedelt waren, wurde ein vollständiger Wiederaufbau des Gesamtkomplexes verworfen. Neben dem Elefantentor sollten deshalb nur einige Randbauten im romantischen Stil errichtet werden, die die „nüchterne“ Budapester Straße optisch aufwerten sollte. Nachdem die Überlegungen der Zooverwaltung ein lebhaftes Echo ausgelöst hatte, wurde Ende Dezember 1982 der Bau in Auftrag gegeben.

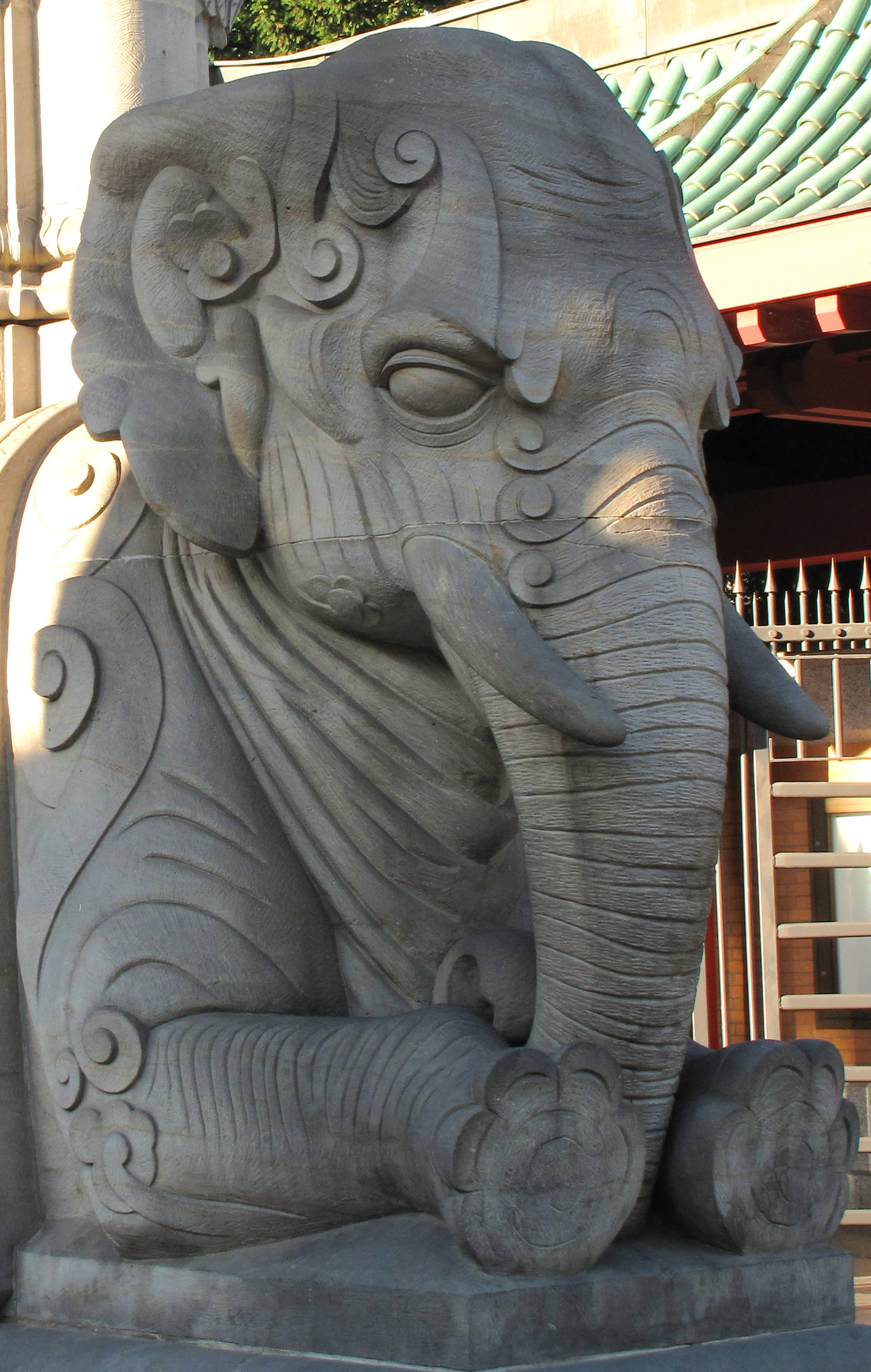
Eine der beiden von Jochen Ihle rekonstruierten Elefantenfiguren, 2009

Der Entwurf wurde unter Zuhilfenahme von Fotos und alten Postkarten durch die dem Zoo bekannten Architekten Schaefers und Löffler erstellt, die auch die Ausführungsplanung übernahmen. Der Bildhauer Jochen Ihle wurde mit der Rekonstruktion der Sandsteinelefanten und der Holzschnitzarbeiten im Torgiebel beauftragt, während die Architekten Srp und Hafemann die Bauleitung innehatten. Für die gesamten Kosten kam die Stiftung Deutsche Klassenlotterie Berlin auf.

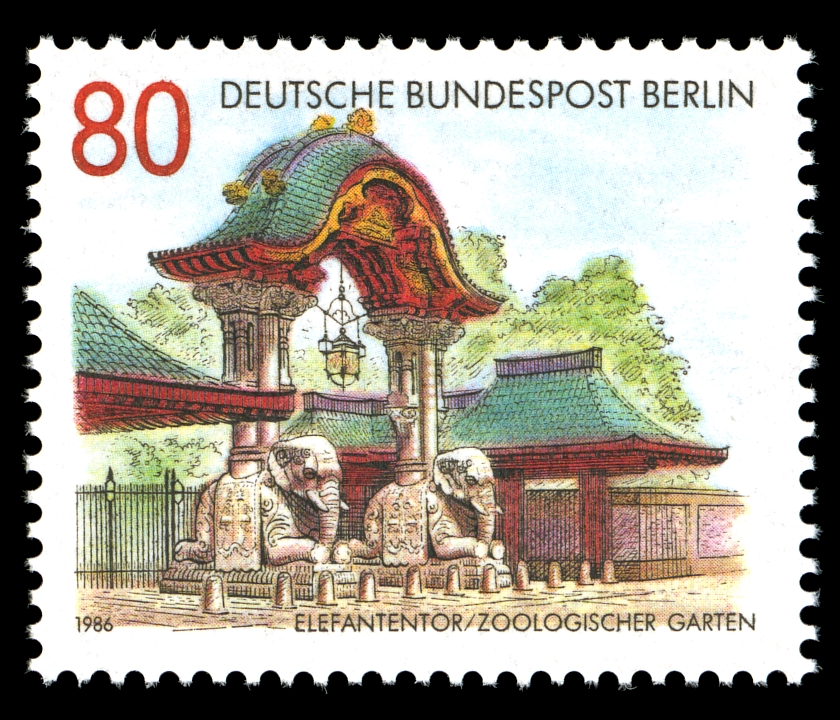
80 Pfennig-Sondermarke der Bundespost Berlin (1986) mit dem Elefantentor

Der Sandstein für die Elefanten, die mit Sockel und Säulenteilen aus je 26 Einzelstücken bestehen, stammte aus dem Elbsandsteingebirge in der Sächsischen Schweiz, woher der Zoo von 1928 bis 1940 bereits Baumaterial für seine Tiergehege erhalten hatte. Die Lieferung und Bearbeitung des Sandsteins übernahm der ostdeutsche VEB Elbenaturstein in Dresden. Dafür musste ein Vertrag zwischen West-Berlin und der DDR unterzeichnet werden. Die Angebote der beiden größten westdeutschen Steinmetzfirmen hätten die finanziellen Möglichkeiten bei weitem überstiegen. Da die Vergabe eines vom West-Berliner Senat subventionierten Auftrags an einen DDR-Staatsbetrieb ungern gesehen wurde, holte sich Heinz-Georg Klös die Erlaubnis offiziell beim damaligen Regierenden Bürgermeister Richard von Weizsäcker und später auch bei dessen Nachfolger Eberhard Diepgen ein.
Insgesamt wurden 175 Tonnen (75 Kubikmeter) Postaer Sandstein der weißen Bank des Steintagebaues Mühlleite bei Lohmen verwendet. Der alte Fugenschnitt kam aus denkmalpflegerischen Gründen zum Einsatz, weshalb jeder Elefant aus nur vier Blöcken bestehen durfte. Der schwerste Teil wog als Rohblock 15 Tonnen und verfügte über Abmessungen von 1,65 Metern Länge, 1,50 Metern Breite und 2,45 Metern Höhe. Der Mittelteil der Elefanten war 2,70 Meter hoch.
Für die Steinmetze wurden Arbeitsskizzen der Werksteine im Maßstab von 1:1 erstellt, 53 Kubikmeter der Sandsteine sollten über figürlichen Schmuck verfügen, der sich aus 52 einzelnen Teilen zusammensetzte. Entsprechende Gipsmodelle wurden im Maßstab von 1:3 angefertigt, sodass die Bildhauer die Modelle mit Hilfe der Drei-Zirkelmethode vergrößerten. Um den Elefantenfiguren ein natürliches Aussehen zu verleihen, besuchten die Steinmetze den Dresdener Zoo. Damit es bei der Montage zu keinen Verwechslungen kam, erhielt jeder Stein ein entsprechendes Signum. Die Elefanten wurden dann vormontiert und alle Fugen passgerecht angearbeitet. Der Transport nach West-Berlin erfolgte mit Hilfe von Spezialfahrzeugen durch die Mitarbeiter der VEB Elbenaturstein.
Am 19. Oktober 1984 fand planmäßig das Richtfest für das Elefantentor statt, an dem unter anderem der damalige regierende Bürgermeister Eberhard Diepgen und weitere Ehrengäste teilnahmen. Im Gegensatz zum Originaltor von 1899 steht der heutige Bau nahezu frei im Raum – die Absperrgitter liegen hinter den Elefantenfiguren. Vor dem Tor erstreckt sich ein großer Platz, der sich bis zum Aquariumseingang und dessen Brunnenanlage (Olof-Palme-Platz) fortsetzt. Die Fläche hierfür wurde durch eine Verlegung der Budapester Straße gewonnen. Mit dem Bau des an der Westseite befindlichen zweistöckigen Kassenhauses war bereits kurz nach Wiedereröffnung des Zoo-Aquariums im Jahr 1983 begonnen worden. Es verfügte zur Fertigstellung unter anderem über eine Erste-Hilfe-Station, drei Dienstwohnungen und ein Fotolabor. Für das in unmittelbarer Nähe gelegene Asiengehege sowie die Zooschule wurde ebenfalls auf den ostasiatischen Stil des Elefantenhauses vertraut. Die Zoomauer wurde – im Gegensatz zum Originalbau – an die Aquariumsfassade angepasst und mit Nashorn-Reliefs von Jochen Ihle geschmückt. Das Berliner Energieversorgungsunternehmen Bewag spendete seinerzeit eine Nachbildung der alten Dreier-Laterne. Nachts wird der Komplex um das Elefantentor angestrahlt. Die Kosten für Elefantentor, Asiengehege und Zooschule betrugen insgesamt 10,2 Millionen Mark (kaufkraftbereinigt in heutiger Währung: rund 11 Millionen Euro). Die Löwenskulpturen kehrten bei der Rekonstruktion des Löwenportals 1987/1988 zurück an den Hardenbergplatz.
Heute gilt das Elefantentor wieder als eines der Wahrzeichen des Zoologischen Gartens Berlin. Pro Jahr passieren etwa zwei Millionen Besucher das Tor. 1986 gaben die Deutsche Bundespost Berlin und 1994 die Deutsche Bundespost jeweils eine Briefmarke heraus, die das Elefantentor zeigt.

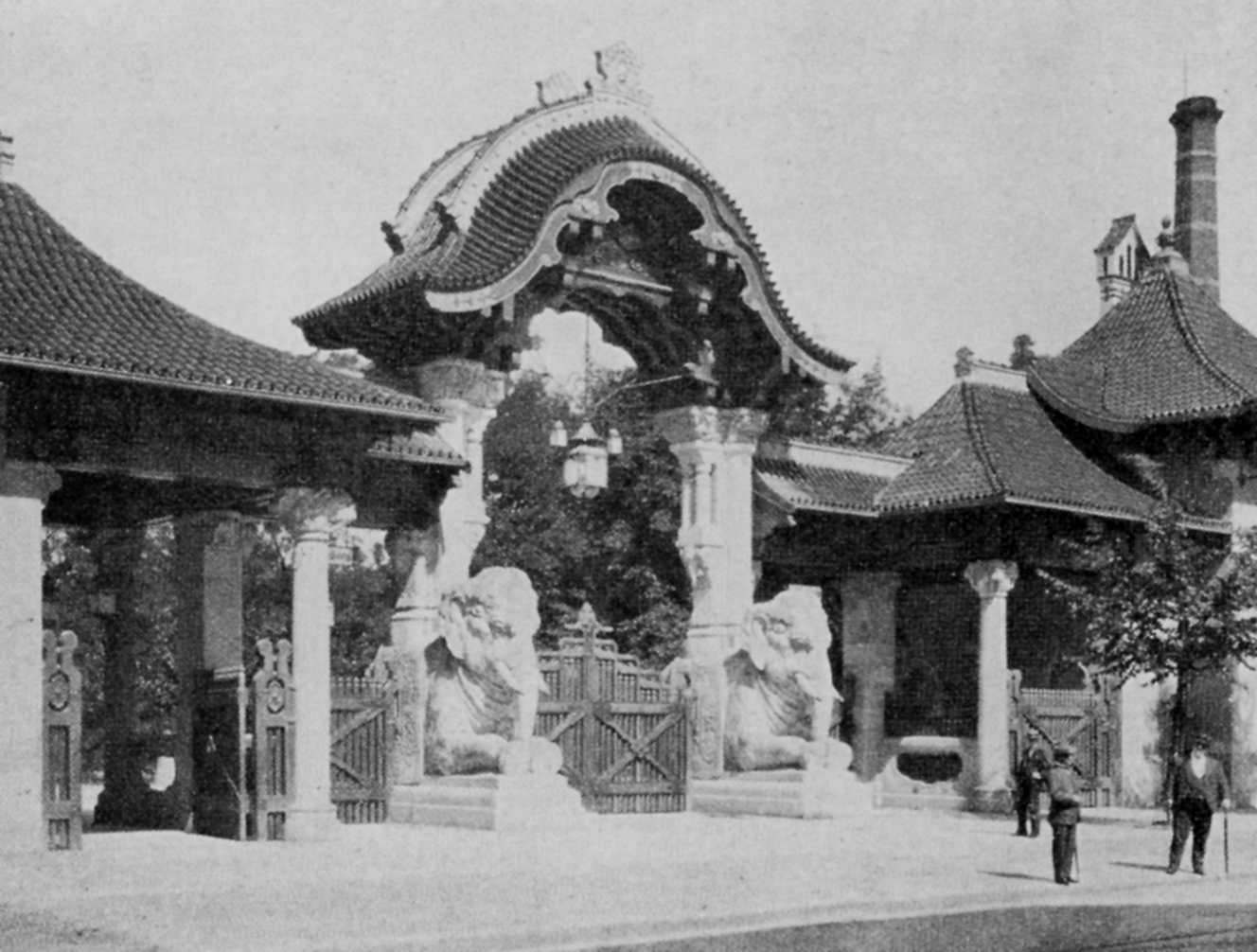
Das Elefantentor im Jahr 1902 (Deutsche Bauzeitung)
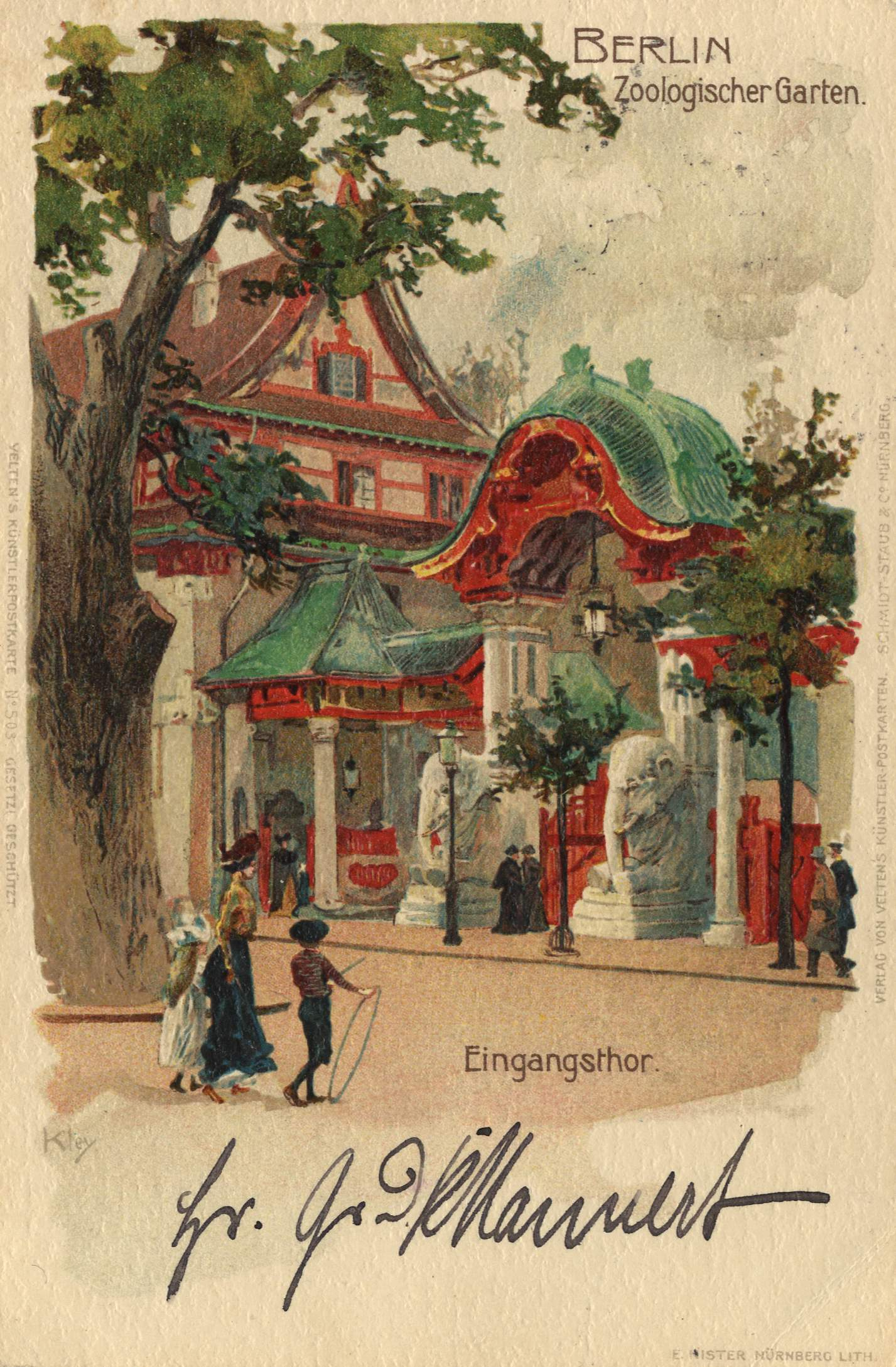
Postkarte aus dem Jahr 1902
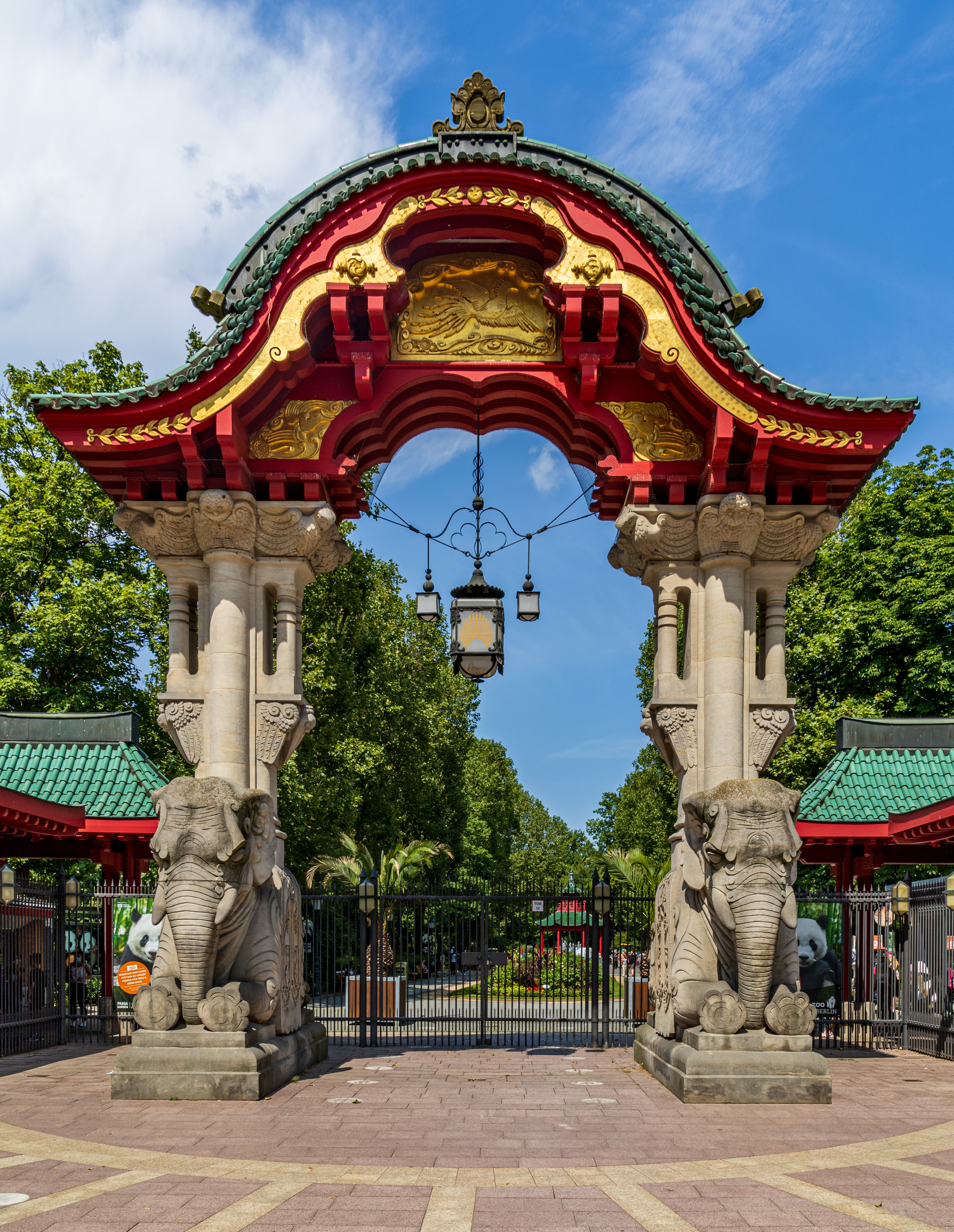
Elefantentor, Portal, 2021